# فيروس هربس بيتا البشري 5
فيروس هربس بيتا البشري 5، ويُسمى أحيانًا الفيروس المضخم للخلايا البشرية ( اختصارًا HCMV)، هو نوعٌ نمطيٌ من جنس الفيروس المُضخم للخلايا، والذي يُعد عضوًا ضمن فصيلة الفيروسات الهربسية.

## روابط خارجية
- فيروس هربس بيتا البشري 5 على مشروع الدليل المفتوح